# Automóvil chocolate
Los autos chocolate, como coloquialmente se los conoce en México (en spanglish, "chuecos" o ilegales derivó en chocolate), son automóviles de marcas, modelos y/o versiones ya no comercializadas en México por concesionarios desde hace años o simplemente nunca comercializadas en México por concesionarios. El 95 por ciento de estos vehículos provienen de los Estados Unidos, y el otro 5 por ciento, de otros países, como Centroamérica y Sudamérica. Este problema se ha incrementado notablemente durante los últimos 15 años, en parte causado por el efecto migratorio y por una mayoría poblacional de no poder adquirir automóviles nuevos. En el 2013, la Asociación Mexicana de Distribuidores de Automóviles (AMDA) denunció que estos autos frenan el desarrollo automotriz del país y causan bajas ventas nacionales. Es por ello que el crecimiento económico automotriz es estable y no incrementa.

## Antecedentes y actualidad
La historia de estos autos comienza con el fenómeno migratorio de mexicanos a Estados Unidos por una mejora de la calidad de vida de cada individuo que llega al país norteamericano. De este porcentaje muchos a su retorno a México traían automóviles no comercializados en México con regularidad y sin realizar los trámites de importación legal correspondientes, circulando con placas de los Estados Unidos; por varias décadas, este fenómeno de autos provenientes de Estados Unidos no tenía un efecto negativo, la mayoría de estos autos circulaban en estados del interior de la República, como Guanajuato y Michoacán, principalmente, aunque también se presentó en estados como Sinaloa y Jalisco; en 1997, se registraba un incremento de 700 mil unidades, pero en 2001 sobrepasó el millón y medio de unidades. Esto se volvió un negocio redondo; en Estados Unidos, las leyes ambientales y de seguridad son muy estrictas con automóviles de 10 a más años de antigüedad, pero en México estos autos pasarían inadvertidos. Es por esta causa que, mientras en Estados Unidos se venden estas unidades desde los 500 hasta los 2000 dólares, en México se negocian hasta más del doble de estos costos, además de verse innovadores para un mercado vehicular atrasado. El consumidor mexicano también opta por estos autos, al tener pocas posibilidades de adquirir un auto nuevo, los altos costos, las complicaciones de recibir un crédito automotriz son escasas, aunado a la delicada economía mexicana.
En el 2005, el entonces presidente Vicente Fox Quesada aprobó una ley para permitir un proceso de legalización de estos autos, impulsada por el Tratado de Libre Comercio de América del Norte, que además se publicó en el Diario Oficial de la Federación. Con esta ley, el número de vehículos de Estados Unidos a México aumentó dramáticamente a más de 6 millones, lo que redituó ganancias en millones de pesos que actualmente continúa.
En octubre del 2021, el presidente Andrés Manuel López Obrador anunció la regularización de los autos chocolate. La AMDA se opuso, pues será "...un premio para las mafias que se enriquecen con el contrabando de este tipo de unidades y será un golpe al comercio automotor formal que genera empleo e impuestos." El problema es la falta de poder adquisitivo de los consumidores y su necesidad de transporte privado sobre todo en las ciudades del norte del país, que presentan temperaturas tan altas.

## Modus operandi
La principal forma en que estos vehículos ingresan es cruzando la frontera, conducidos por ciudadanos norteamericanos que se emplearon para ello. México no exige visado a sus visitantes norteamericanos, por lo cual se les permite pasar, dado que los motivos de visita expresados por estos son turismo o compras, aunque en realidad solo cruzan la frontera y entregan el vehículo y reciben su pago en dólares en efectivo. En ocasiones, realizan varios cruces en un solo día, y posteriormente estos vehículos se comercializan en México.[cita requerida]
Muchos de estos autos que entran irregularmente al país no cumplen con revisiones de rigor, los pedimentos aduanales someten a pocas revisiones, limitándose a investigar a fondo que el auto y/o partes no tengan reporte de robo en los Estados Unidos. Una vez introducidos a México, se envían a lotes de autos en varias ciudades, principalmente al centro del país, donde semanalmente estos autos se "rematan" con precios desde los 15 mil hasta los 60 mil pesos. Una mayoría de estos autos tienen ya serias fallas mecánicas, ocultadas por los vendedores, y para el adquiriente final serán una dificultad de reparar, ya que muchas de estas autopartes son limitadas en México, muy costosas y hay pocos talleres especializados en este tipo de reparaciones. Cabe destacar que una total mayoría son vehículos en descontinuación por sus firmas automotrices, no tienen respaldo ni garantía en ninguna parte.[cita requerida]
Varios de estos autos, también por razones desconocidas, pasan aduanas mexicanas sin revisión alguna. Tienen reportes de robo en Estados Unidos, pero los traficantes colocan placas vehiculares falsas y se envían a México para su legalización. Asimismo, muchos los emplean el crimen organizado o bandas menores para delinquir.

## Datos generales
- Entran aproximadamente 6 383 600 de autos anualmente sin importación legal.[11]
- Las ventas internas del país que son de más de 958 mil unidades anuales se ven afectadas por este negocio automotriz.[12]
- México es el país con más autos extranjeros irregulares en el mundo.
- Los automóviles, al contar con mayor uso, contaminan más.
- En ocasiones, se utilizan para cometer ilícitos, pues no están registrados.[8]

## Estados con mayor demanda
Los estados con más ventas de autos "chocolate" son los siguientes:
- Baja California
- Baja California Sur
- Sinaloa
- Sonora
- Durango
- Chihuahua
- Coahuila
- Nuevo León
- Tamaulipas
- Zacatecas
- Aguascalientes
- San Luis Potosí
- Chiapas
- Querétaro
- Guanajuato
- Jalisco
- Colima
- Michoacán
- Guerrero
- Puebla
- Hidalgo
- Estado de México
- Morelos
- Tlaxcala
- Veracruz

## Contraofensiva
Pros:
- Son autos asequibles.
- Variedad de vehículos
- Autos con recientes modelos o no muy viejos
- Autos que no se encuentran en México
- Cuentan con sistemas de seguridad obligatorios por ley en Estados Unidos, que sus contrapartes nacionales en la mayoría de los casos no poseen, al no ser exigidos por la legislación mexicana.

Contras:
- Vehículos ilegalmente en México, ya que no están importados
- Vehículos con averías mecánicas
- Algunos vehículos con reporte de robo en el extranjero
- Generan mayor contaminación.
- Modelos descontinuados
- Vehículos con poca vida útil
- Algunos de estos vehículos son usados por bandas delincuenciales para cometer delitos.